# Tato de América
Tato de América fue un programa humorístico-político de 1992, conducido por Tato Bores, con dirección de Oscar Maresca y autoría de Sebastián Borensztein, y emitido por Canal 13.

## Historia
El programa siguió básicamente el mismo formato que los ciclos anteriores: Enfocar con cierto grado de humor los acontecimientos y problemas sociales, económicos y políticos que se dieron en esa época. Con libros y monólogos  de Sebastián Borensztein, Omar Quiroga, Rudy, Pedro Saborido
y Santiago Varela, intentaron darle un toque humorístico a las situaciones por la que estaba pasando el país y el mundo. Carnaghi continúo con su personaje de corrupto.
El ciclo contó con el elenco formado por Roberto Carnaghi, Reina Reech, Hugo Arana, Daniel Campomenosi, Laura Fidalgo, Luis Longhi, Alejandra Majluf, Alberto Martín, Paula Martínez y el grupo humorístico Los Prepu. Con coreografía de Ricky Pashkus, escenografía Miguel Paradiso, vestuario Marta Trobbiani, iluminación Norberto Máspoli y Guillermo Urdampilleta, coordinación de producción Juan Finollo, producción ejecutiva Santiago Varela y Emilio Cartoy Díaz, dirección  musical de Eduardo Frigerio y Iván Wyszogrod, y música original Tato de América interpretado por Charly García.

## Elenco
- Tato Bores
- Hugo Arana
- Daniel Campomenosi
- Roberto Carnaghi
- Laura Fidalgo
- Luis Longhi
- Alejandra Majluf
- Alberto Martín
- Paula Martínez
- Leonor Miniño
- Blanca Oteyza
- Federico Peralta Ramos
- Liliana Poggio
- Reina Reech
- Pacha Rosso
- Pepo Sanzano
- Los Prepu
- Luisina Brando (invitada)
- Susana Giménez (invitada)

## Servini de Cubría contra Tato Bores y Artear
El viernes 8 de mayo de 1992, la jueza federal María Romilda Servini de Cubría promovió una acción de amparo por la cual solicitó que se impidiera la difusión del programa televisivo Tato de América, cuya emisión debía tener lugar dos días más tarde por Canal 13 de Buenos Aires. En su presentación Servini de Cubría sostuvo ´que había recibido una llamada de una persona que dijo formar parte del equipo de Canal 13 que le había advertido que en el programa se difundirían expresiones agraviantes contra su persona. La jueza invocó en su acción de amparo el artículo 1071 bis del Código Civil: 

"El que arbitrariamente se entrometiera en la vida ajena, publicando retratos, difundiendo correspondencia, mortificando a otros en sus costumbres o sentimientos, o perturbando de cualquier modo su intimidad, y el hecho no fuere un delito penal, será obligado a cesar en tales actividades, si antes no hubieren cesado, y a pagar una indemnización que fijará equitativamente el juez, de acuerdo con las circunstancias; además, podrá este, a pedido del agraviado, ordenar la publicación de la sentencia en un diario o periódico del lugar, si esta medida fuese procedente para una adecuada reparación"

.
El mismo día en el que se presentó el pedido de amparo, el juez de primera instancia en lo Federal, Civil y Comercial rechazó la medida solicitada porque consideró que constituiría un acto de censura previa, prohibida por la Constitución. Servini apeló esta decisión y consiguió que el día siguiente  (sábado 9 de mayo), sin que hubiese mediado la necesaria habilitación de días y hora inhábiles, la Sala 2 de la Cámara de Apelaciones en lo Civil y Comercial Federal revocara la sentencia de primera instancia y dispusiera, como medida cautelar, la prohibición de cualquier mención vinculada con la jueza en el programa. La Cámara entendió que la prohibición de censura previa no era absoluta y que podía ser obviada en el caso, en pos de proteger el honor de Servini de Cubría. De lo contrario, la reputación de la demandante se vería irremediablemente vulnerada.
La Cámara no consideró necesario ver el programa en cuestión, que ya se encontraba grabado. Por el contrario, estimó que con la denuncia de la jueza bastaba para conceder la medida cautelar. Tato Bores y Canal 13 (Artear) apelaron el fallo y llegaron, en queja, ante la Corte Suprema, que en su sentencia  del 8 de septiembre de 1992 revocó lo dispuesto por la Cámara.
La justicia civil falló en favor de la jueza y la orden de no nombrarla se aplicó al conocido humorista. En respuesta, un coro de famosos (que incluía a Mariano Grondona, Alejandro Dolina, Susana Giménez, China Zorrilla, Magdalena Ruiz Guiñazú, Luis Alberto Spinetta, Ricardo Darín, Victor Hugo Morales, Enrique Pinti, Chunchuna Villafañe, Bernardo Neustadt y los integrantes de Soda Stereo, entre otros) le dedicaron una canción que decía «La jueza Barú Budú Budía es lo más grande que hay».